# 壱岐対馬シーライン
壱岐対馬シーライン株式会社（いきつしまシーライン）は、日本の海運会社。

## 概要
壱岐で港湾土木業を中心とした事業を展開するなかはらグループが、従来、九州郵船が一社で運航していた博多航路において、島民の立場に立った航路サービスを提供するため設立した。壱岐から博多へ通勤・通学が可能な運航ダイヤ、JR在来船並みの運賃の実現を目標としている。
なかはらグループは1999年から航路参入を検討していたが、博多 - 壱岐 - 対馬航路は、海上運送法上の「指定区間」となっており、新規就航には博多 - 壱岐間は1日3往復（カーフェリー2往復、旅客300名・乗用車33台以上）壱岐 - 対馬間は1日2往復（内カーフェリー1往復、旅客75名・乗用車20台以上）の輸送条件を満たす必要があるため、就航船舶の目処がつかず、事業化は延期されていた。
2015年12月、使用船舶が確保され就航の目処が立ったことから、壱岐市議会に対して、壱岐島内の岸壁使用許可、運航許可および博多港の岸壁使用許可などについて所管する九州運輸局、福岡市など関係機関への陳情、壱岐市からの出資について協力を要望した。
2016年5月下旬から6月上旬にかけて、壱岐・対馬フェリーのフェリーつばさのドック期間中の代船としてみかさが運航された。
当初は、2016年夏に運航開始予定とされていたが、2016年7月28日、高速船の整備の遅れにより、2016年夏から秋にかけて運航開始は困難との見通しを表明した。

## 沿革
- 2016年
  - 1月13日 - 壱岐対馬シーライン株式会社設立
  - 4月 - 元伊是名村村営航路「ニューいぜな」を取得、三菱重工業下関造船所で整備の上、船名をみかさとして就航
- 2018年 4月14日 - みかさがSTU48専用劇場船として取得されたことが、STU48握手会にて発表。2019年4月11日に「STU48号」として改装工事が終了し、同4月16日から劇場運用を開始した[3]。
  - 5月 - 元伊江村村営航路「ぐすく」を取得、船名をフェリーみかさとして就航（上記「みかさ」とは別の船）

## 航路
- 博多港 - 壱岐 - 対馬

現在は壱岐対馬フェリーと傭船契約を結んでおり、壱岐対馬フェリーのダイヤで運航している。

## 船舶

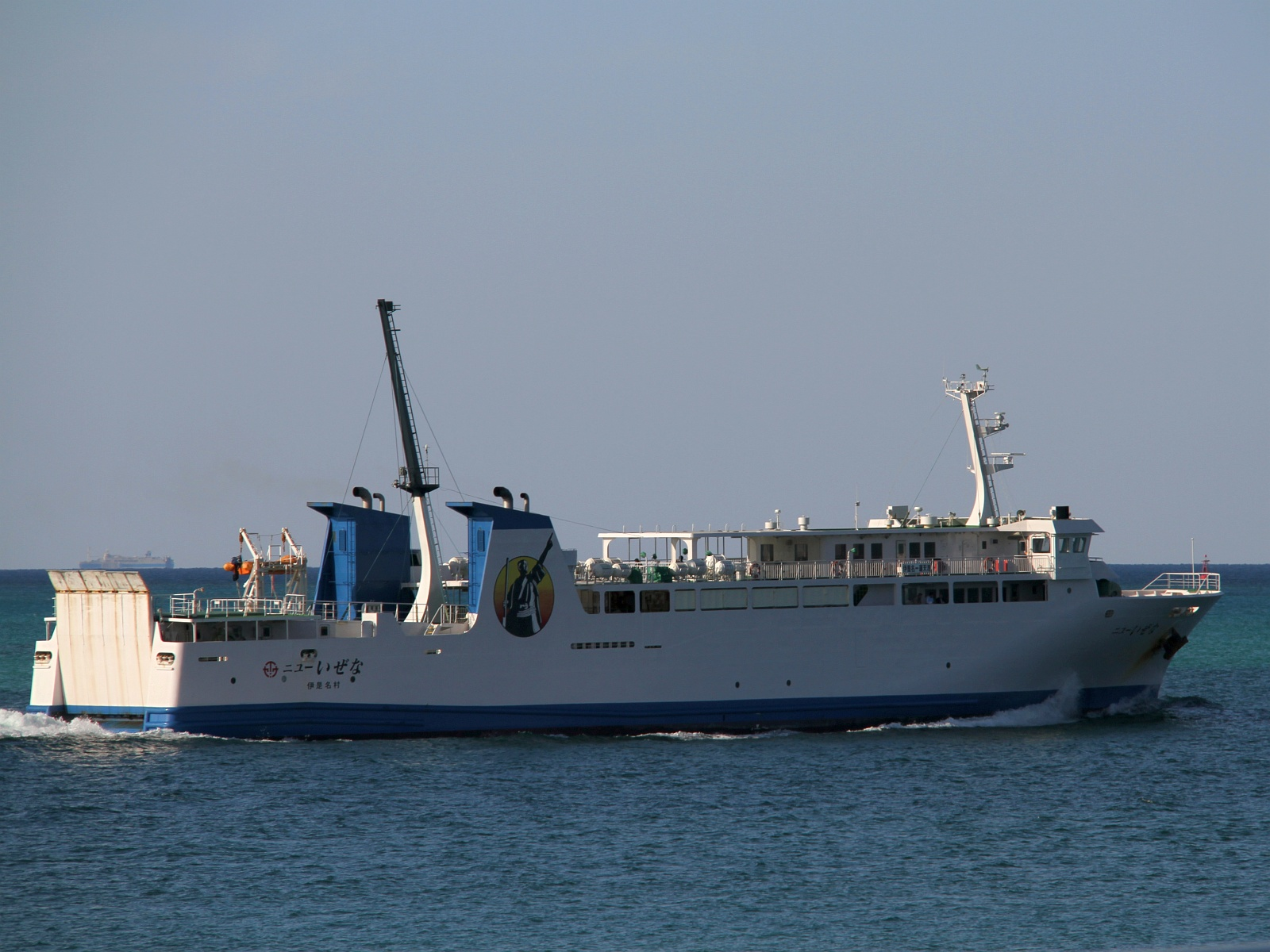
「ニューいぜな」

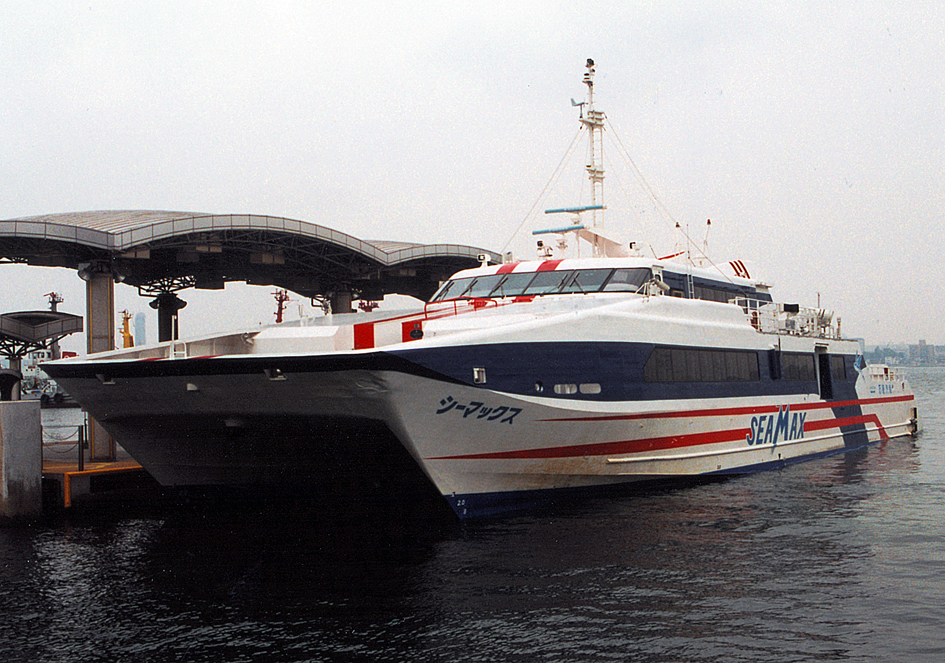
「シーマックス」

フェリー1隻を使用している。壱岐・対馬フェリーにて運航中である。

### フェリー
- みかさ

1998年7月竣工、山中造船建造　元伊是名村「ニューいぜな」
654総トン、全長77.8m、幅12.5m、深さ8.24m、ディーゼル2基、5,600PS、航海速力19.0ノット
2016年5月から6月の壱岐・対馬フェリーの「フェリーつばさ」のドック期間中に同社が代船として運航し、2016年12月1日より同社が土・月曜日を除き毎日運航している。
2018年4月14日STU48瀬戸内7県握手会岡山会場において、専用劇場船となることが発表された。

### 高速船
元石崎汽船「シーマックス」を整備の上就航させる構想があったが、同船は2017年に安栄観光の「ぱいじま2」として就航しており、本船の使用は断念したものとみられる。
284総トン、航海速力40ノット、旅客定員200名